# Biobra
Biobra (llamada oficialmente San Miguel de Biobra) es una parroquia y un lugar del municipio español de Rubiana, en la provincia de Orense, Galicia.

## Organización territorial
La parroquia está formada por una entidad de población:
- Biobra

## Demografía
Gráfica demográfica del lugar y parroquia de Biobra según el INE español:
| Gráfica de evolución demográfica de Biobra entre 2000 y 2023 |
|                                                              |
| Datos según el nomenclátor publicado por el INE.             |